# 1379
1379 (MCCCLXXIX) fue un año común comenzado en sábado del calendario juliano, en vigor en aquella fecha.

## Acontecimientos
- 29 de mayo:  Juan I de Castilla se convierte en rey de Castilla y León.

## Nacimientos
- 4 de octubre:  Enrique III de Castilla en Burgos.

## Fallecimientos
- 29 de mayo:  Enrique II de Castilla en Santo Domingo de la Calzada.